# Igney, Meurthe-et-Moselle
Igney là một xã trong vùng Grand Est, thuộc tỉnh Meurthe-et-Moselle, quận Lunéville, tổng Blâmont. Tọa độ địa lý của xã là 48° 38' vĩ độ bắc, 06° 48' kinh độ đông. Igney nằm trên độ cao trung bình là m mét trên mực nước biển, có điểm thấp nhất là 296 mét và điểm cao nhất là 354 mét. Xã có dân số vào thời điểm 1999 là 127 người; mật độ dân số là 26 người/km². Igney cách Blâmont 6 km về phía tây bắc.

## Thông tin nhân khẩu
| 1962 | 1968 | 1975 | 1982 | 1990 | 1999 |
| ---- | ---- | ---- | ---- | ---- | ---- |
| 155  | 168  | 160  | 143  | 141  | 127  |